# فراتاماجوره
فراتاماجوره (به ایتالیایی: Frattamaggiore) یک کومونه در ایتالیا است که در استان ناپل واقع شده‌است.

## خصوصیات
فراتاماجوره ۵٫۳۲ کیلومترمربع مساحت و ۲۹٬۶۲۶ نفر جمعیت دارد و ۴۴ متر بالاتر از سطح دریا واقع شده‌است.

## خواهرخوانده
شهر Striano خواهرخواندهٔ فراتاماجوره هست.